# NGC 7611
NGC 7611 est une galaxie lenticulaire située dans la constellation des Poissons. Sa vitesse par rapport au fond diffus cosmologique est de 2 881 ± 32 km/s, ce qui correspond à une distance de Hubble de 42,5 ± 3,0 Mpc (∼139 millions d'al). NGC 7611 a été découverte par l'astronome prussien Heinrich Louis d'Arrest le 21 septembre 1862.
La distancee de de Hubble de la galaxie voisine sur la sphère céleste est égale à 36,97 ± 2,62 Mpc (∼121 millions d'al). Elle est donc plus rapprochée de nous et il s'agit probablement d'un couple purement optique.
À ce jour, une seule mesure non basée sur le décalage vers le rouge (redshift) donne une distance d'environ 41,600 Mpc (∼136 millions d'al). Cette valeur est à l'intérieur des valeurs de la distance de Hubble.

## Histoire
Il est intéressan de noter que cette galaxie a fait l'object d'une publication d'Edwin Hubble et de Milton Lasell Humason en 1931. L'article portait sur la relation entre la vitesse d'une galaxie et sa distance, un préambule à la découverte de l'expansion de l'Univers .

## Groupe de NGC 7619
Selon A. M. Garcia, NGC 7611 est membre du groupe de NGC 7619. Selon lui, ce groupe de galaxies renferme au moins 25 membres. Mais, selon un article plus récent publié par Levy et ses collègues en 2007, certaines galaxies retenues par Garcia font aussi partie d'un groupe de galaxies situé dans le centre de l'amas de Pégasus I,. Selon cet article, ce groupe renfermerait 30 galaxies. La galaxie NGC 7611 est dans la liste de Garcia. Sengupta et coll. font aussi mention de ce groupe dans un article plublié en 2006. Ils n'incluent que 17 galaxies, toutes émettrices de rayon X, dont NGC 7611, mais elles se retrouvent soit dans le liste de Garcia ou dans celle de Levy et souvent dans les deux listes, à l'exception de KUG 2318+079B. La galaxie CGCG 406-086 est une autre désignation pour KUG 2318+079B qui est dans la liste de Levy. De même la désignation Z406-086 est la galaxie CGCG 406-086. En ajoutant la galaxie KUG 2318+079B, on obtient un total d'au moins 43 membres pour ce groupe. Cependant, la galaxie désignée comme [OB97] P05-6 dans la liste de Levy est introuvable dans toutes les sources consultées. Le calcul de la distance moyenne du groupe a donc pris en compte 42 galaxies. Abraham Mahtessian mentionne aussi l'existence de ce groupe, mais toutes les galaxies qu'il inclue dans celui-ci sont aussi dans la liste de Garcia.
La moyenne des distances et des incertitudes des galaxies de la liste de Garcia est de 47,5 ± 3,3 Mpc (∼155 millions d'al) et celle de Levy et ses collègues est de 49,7 ± 3,5 Mpc (∼162 millions d'al). La moyenne des distances et des incertitudes des galaxies des deux groupes réunis est de 49,1 ± 3,9 Mpc (∼160 millions d'al).